# Toftavatn
Toftavatn er en færøsk 0,51 km² stor sø på Eysturoy.Søen er færøernes fjerdestørste sø,  som ligger i højlandet mellem Runavík og Rituvík. Søen ligger 75 meter over havet og strækker sig 1,4 kilometer i nord-sydlig retning, og 1,1 kilometer i øst-vestlig retning. Den sydlige del af søen tilhører Nes kommuna, mens den nordlige halvdel tilhører Runavíkar kommuna. 
Nabokommunerne Nes og Runavík, har siden 2007 anlagt et stisystem i området, for at belastningen fra turister og andre besøgende ikke skal blive for stor. Toftavatn er en naturpark som er et besøg værd – men også et naturområde som skal behandles med forsigtighed.

## Dyre og plantelivet
Søen ligger ved Færøernes eneste område med lynghede og på bakkerne vokser der tre forskellige slags lyng. Hedelyng (Calluna vulgaris), som blomstrer sent på sommeren, er den mest almindelige lyngart i området. Mere sjældent er er grålyng (Erica cinerea). Den tredie lyngart er revling (Empetrum nigrum), som blomstrer i maj. Af andre planter kan nævnes smalbladet kæruld (Eriphorum angustifolium), tormentil (Potentila erecta) og mange andre almindelige og sjældne planter. 
Foruden sit rige planteliv er Toftavatn også kendt for sit rige fugleliv som sildemåge, storkjove og andre  mågefugle, flere forskellige arter af vadefugle, som dobbeltbekkasin og strandskade. Rødstrubet lom findes også her, som ved de fleste andre færøske søer. I 1985 observerede man det første grågåsepar med unger på Toftavatn og i de følgende årtier er bestanden af grågæs vokset og i juli måned, når gæssene fælder deres fjer, samles de ved Toftavatn – og det er ikke usædvanligt at se over tusind gæs på søen.  

## Sagn
Ifølge folketroen har Toftavatn en såkaldt nøk, som kan skabe sig om til andre væsener, oftest en hest, og kan finde på, at tvinge folk med sig ned i søens mørke. Rører man ved nøkken, hænger man fast og er prisgivet.  Historierne om nøkken har fra gammel tid været brugt for at afholde børn at tage til de, ikke helt ufarlige fjeldsøer.

## Ekstern henvisninger  og kilder
- www.dk.stamps.fo
- www.youtube.com